# NGC 1624
NGC 1624 est un très jeune amas ouvert situé dans la constellation de Persée. Cet amas est à l'intérieur d'une nébuleuse en émission. Il a été découvert par l'astronome germano-britannique William Herschel en 1790.
NGC 1624 est situé à environ 6 025 pc (∼19 700 al) du système solaire et les dernières estimations donnent un âge de 4 millions d'années. Le diamètre apparent de l'amas est de 3,0 minutes d'arc, ce qui, compte tenu de la distance, donne un diamètre réel d'environ 17 années-lumière. 
Selon la classification des amas ouverts de Robert Trumpler, cet amas renferme moins de 50 étoiles (lettre p) dont la concentration est forte (I) et dont les magnitudes se répartissent sur un intervalle moyen (le chiffre 2). La lettre n à la fin (I2pn) signifie que l'amas est à l'intérieur d'une nébuleuse.

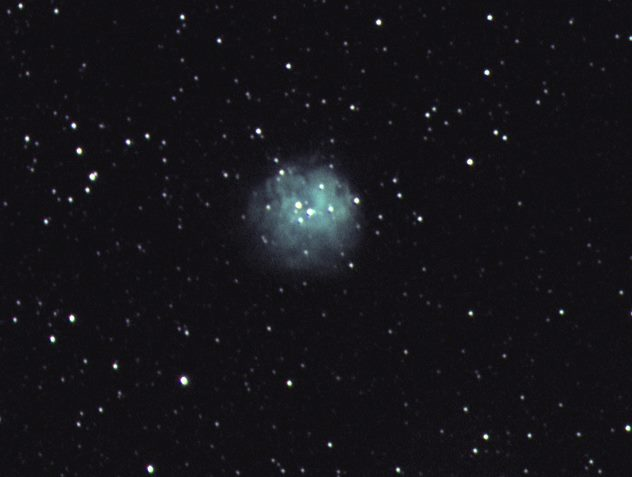
Autre image de la nébuleuse entourant l'amas NGC 1624.

## Membre particulier
On y trouve NGC 1624-2, aussi nommée 2MASS J04403728+5027410, une étoile de la séquence principale de type Of?cp d'environ 30 masses solaires et dont la température de surface est de l'ordre de 35 000 K. La lettre « f » dans le type de l'étoile signifie qu'on y observe des raies d'émissions de l'hélium II et de l'azote III. Les lettres « cp » désignent une étoile chimiquement particulière. Le champ magnétique de NGC 1624-2 est très puissant, soit 5350 ± 500 gauss, le plus puissant jamais observé pour une étoile de type O. Par comparaison, le champ magnétique près des pôles du Soleil est d'environ 10 gauss. La période de rotation de cette étoile autour de son axe est de 158 ±1 jours, soit environ 5 fois plus grande que celle du Soleil.